# Temporada 2014-15 de l'NBA
La Temporada 2014-15 de l'NBA va ser la 69a temporada de la història de la competició nord-americana de bàsquet. El Draft de l'NBA per a la temporada es va celebrar el dijous 26 de juny de 2014, en el Barclays Center de Brooklyn (Nova York), on Andrew Wiggins va ser seleccionat en la primera posició. La temporada regular va començar el dimarts 28 d'octubre de 2014, amb el partit dels defensors del títol de l'NBA, els San Antonio Spurs, que van rebre els Dallas Mavericks. L'All-Star Game de l'NBA 2015 es va jugar el diumenge 15 de febrer de 2015 en el Madison Square Garden de Nova York. La temporada regular va acabar el dimecres 15 d'abril de 2015 i els playoffs van començar el dissabte 18 d'abril de 2015 i van acabar amb les Finals de l'NBA de 2015 el 16 de juny de 2015, amb els Golden State Warriors com a campions de l'NBA.

## Classificacions

### Per Divisió
Clau: G: Partits guanyats; P: Partits perduts; PD: Partits de desavantatge; PCT: Percentatge de victòries; Conf.: Conferència; Div.: Divisió; Casa: Resultats local; Fora: Resultats visitant; PJ: Partits jugats
| Conferència Est          | Conferència Est | Conferència Est | Conferència Est | Conferència Est | Conferència Est | Conferència Est | Conferència Est | Conferència Est | Conferència Est | Conferència Est |
| ------------------------ | --------------- | --------------- | --------------- | --------------- | --------------- | --------------- | --------------- | --------------- | --------------- | --------------- |
| Divisió Atlàntica        | G               | P               | PCT             | PD              | Conf.           | Div.            | Casa            | Fora            | PJ              |                 |
| i-Toronto Raptors        | 49              | 33              | 0.598           | 0.0             | 33-19           | 11-5            | 27-14           | 22-19           | 82              |                 |
| x-Boston Celtics         | 40              | 42              | 0.488           | 9.0             | 28-24           | 12-4            | 21-20           | 19-22           | 82              |                 |
| x-Brooklyn Nets          | 38              | 44              | 0.463           | 11.0            | 24-28           | 10-6            | 19-22           | 19-22           | 82              |                 |
| o-Philadelphia 76ers     | 18              | 64              | 0.220           | 31.0            | 12-40           | 2-14            | 12-29           | 6-35            | 82              |                 |
| o-New York Knicks        | 17              | 65              | 0.207           | 32.0            | 11-41           | 5-11            | 10-31           | 7-34            | 82              |                 |
| Divisió Central          | G               | P               | PCT             | PD              | Conf.           | Div.            | Casa            | Fora            | PJ              |                 |
| i-Cleveland Cavaliers    | 53              | 29              | 0.646           | 0.0             | 35-17           | 11-5            | 31-10           | 22-19           | 82              |                 |
| x-Chicago Bulls          | 50              | 32              | 0.610           | 3.0             | 33-19           | 8-8             | 27-14           | 23-18           | 82              |                 |
| x-Milwaukee Bucks        | 41              | 41              | 0.500           | 12.0            | 30-22           | 7-9             | 23-18           | 18-23           | 82              |                 |
| o-Indiana Pacers         | 38              | 44              | 0.463           | 15.0            | 28-24           | 8-8             | 23-18           | 15-26           | 82              |                 |
| o-Detroit Pistons        | 32              | 50              | 0.390           | 21.0            | 23-29           | 6-10            | 18-23           | 14-27           | 82              |                 |
| Divisió Sud-est          | G               | P               | PCT             | PD              | Conf.           | Div.            | Casa            | Fora            | PJ              |                 |
| c-Atlanta Hawks          | 60              | 22              | 0.732           | 0.0             | 38-14           | 12-4            | 35-6            | 25-16           | 82              |                 |
| x-Washington Wizards     | 46              | 36              | 0.561           | 14.0            | 30-22           | 10-6            | 29-12           | 17-24           | 82              |                 |
| o-Miami Heat             | 37              | 45              | 0.451           | 23.0            | 25-27           | 6-10            | 20-21           | 17-24           | 82              |                 |
| o-Charlotte Hornets      | 33              | 49              | 0.402           | 27.0            | 25-27           | 8-8             | 19-22           | 14-27           | 82              |                 |
| o-Orlando Magic          | 25              | 57              | 0.305           | 35.0            | 15-37           | 4-12            | 13-28           | 12-29           | 82              |                 |
| Conferència Oest         |                 |                 |                 |                 |                 |                 |                 |                 |                 |                 |
| Divisió Nord-oest        | G               | P               | PCT             | PD              | Conf.           | Div.            | Casa            | Fora            | PJ              |                 |
| i-Portland Trail Blazers | 51              | 31              | 0.622           | 0.0             | 31-21           | 11-5            | 32-9            | 19-22           | 82              |                 |
| o-Oklahoma City Thunder  | 45              | 37              | 0.549           | 6.0             | 25-27           | 10-6            | 29-12           | 16-25           | 82              |                 |
| o-Utah Jazz              | 38              | 44              | 0.463           | 13.0            | 23-29           | 9-7             | 21-20           | 17-24           | 82              |                 |
| o-Denver Nuggets         | 30              | 52              | 0.366           | 21.0            | 19-33           | 6-10            | 19-22           | 11-30           | 82              |                 |
| o-Minnesota Timberwolves | 16              | 66              | 0.195           | 35.0            | 7-45            | 4-12            | 9-32            | 7-34            | 82              |                 |
| Divisió Pacífic          | G               | P               | PCT             | PD              | Conf.           | Div.            | Casa            | Fora            | PJ              |                 |
| z-Golden State Warriors  | 67              | 15              | 0.817           | 0.0             | 42-10           | 13-3            | 39-2            | 28-13           | 82              |                 |
| x-Los Angeles Clippers   | 56              | 26              | 0.683           | 11.0            | 37-15           | 12-4            | 30-11           | 26-15           | 82              |                 |
| o-Phoenix Suns           | 39              | 43              | 0.476           | 28.0            | 21-31           | 6-10            | 22-19           | 17-24           | 82              |                 |
| o-Sacramento Kings       | 29              | 53              | 0.354           | 38.0            | 18-34           | 7-9             | 18-23           | 11-30           | 82              |                 |
| o-Los Angeles Lakers     | 21              | 61              | 0.256           | 46.0            | 9-43            | 2-14            | 12-29           | 9-32            | 82              |                 |
| Divisió Sud-oest         | G               | P               | PCT             | PD              | Conf.           | Div.            | Casa            | Fora            | PJ              |                 |
| i-Houston Rockets        | 56              | 26              | 0.683           | 0.0             | 33-19           | 8-8             | 30-11           | 26-15           | 82              |                 |
| x-Memphis Grizzlies      | 55              | 27              | 0.671           | 1.0             | 35-17           | 9-7             | 31-10           | 24-17           | 82              |                 |
| x-San Antonio Spurs      | 55              | 27              | 0.671           | 1.0             | 32-20           | 8-8             | 33-8            | 22-19           | 82              |                 |
| x-Dallas Mavericks       | 50              | 32              | 0.610           | 6.0             | 29-23           | 7-9             | 27-14           | 23-18           | 82              |                 |
| x-New Orleans Pelicans   | 45              | 37              | 0.549           | 11.0            | 29-23           | 8-8             | 28-13           | 17-24           | 82              |                 |

### Per Conferència
Clau: G: Partits guanyats; P: Partits perduts; PD: Partits de desavantatge; PCT: Percentatge de victòries; PJ: Partits jugats
| Conferència Est | Conferència Est       | Conferència Est | Conferència Est | Conferència Est | Conferència Est | Conferència Est |
| #               | Equip                 | G               | P               | PCT             | PD              | PJ              |
| --------------- | --------------------- | --------------- | --------------- | --------------- | --------------- | --------------- |
| 1               | c-Atlanta Hawks       | 60              | 22              | 0.732           | 0.0             | 82              |
| 2               | i-Cleveland Cavaliers | 53              | 29              | 0.646           | 7.0             | 82              |
| 3               | x-Chicago Bulls       | 50              | 32              | 0.610           | 10.0            | 82              |
| 4               | i-Toronto Raptors     | 49              | 33              | 0.598           | 11.0            | 82              |
| 5               | x-Washington Wizards  | 46              | 36              | 0.561           | 14.0            | 82              |
| 6               | x-Milwaukee Bucks     | 41              | 41              | 0.500           | 19.0            | 82              |
| 7               | x-Boston Celtics      | 40              | 42              | 0.488           | 20.0            | 82              |
| 8               | x-Brooklyn Nets       | 38              | 44              | 0.463           | 22.0            | 82              |
|                 |                       |                 |                 |                 |                 |                 |
| 9               | o-Indiana Pacers      | 38              | 44              | 0.463           | 20.0            | 82              |
| 10              | o-Miami Heat          | 37              | 45              | 0.451           | 23.0            | 82              |
| 11              | o-Charlotte Hornets   | 33              | 49              | 0.402           | 27.0            | 82              |
| 12              | o-Detroit Pistons     | 32              | 50              | 0.390           | 28.0            | 82              |
| 13              | o-Orlando Magic       | 25              | 57              | 0.305           | 35.0            | 82              |
| 14              | o-Philadelphia 76ers  | 18              | 64              | 0.220           | 42.0            | 82              |
| 15              | o-New York Knicks     | 17              | 65              | 0.207           | 43.0            | 82              |

| Conferència Oest | Conferència Oest         | Conferència Oest | Conferència Oest | Conferència Oest | Conferència Oest | Conferència Oest |
| #                | Equip                    | G                | P                | PCT              | PD               | PJ               |
| ---------------- | ------------------------ | ---------------- | ---------------- | ---------------- | ---------------- | ---------------- |
| 1                | z-Golden State Warriors  | 67               | 15               | 0.817            | 0.0              | 82               |
| 2                | i-Houston Rockets        | 56               | 26               | 0.683            | 11.0             | 82               |
| 3                | x-Los Angeles Clippers   | 56               | 26               | 0.683            | 11.0             | 82               |
| 4                | i-Portland Trail Blazers | 51               | 31               | 0.622            | 16.0             | 82               |
| 5                | x-Memphis Grizzlies      | 55               | 27               | 0.671            | 12.0             | 82               |
| 6                | x-San Antonio Spurs      | 55               | 27               | 0.671            | 12.0             | 82               |
| 7                | x-Dallas Mavericks       | 50               | 32               | 0.610            | 17.0             | 82               |
| 8                | x-New Orleans Pelicans   | 45               | 37               | 0.549            | 22.0             | 82               |
|                  |                          |                  |                  |                  |                  |                  |
| 9                | o-Oklahoma City Thunder  | 45               | 37               | 0.549            | 22.0             | 82               |
| 10               | o-Phoenix Suns           | 39               | 43               | 0.476            | 28.0             | 82               |
| 11               | o-Utah Jazz              | 38               | 44               | 0.463            | 29.0             | 82               |
| 12               | o-Denver Nuggets         | 30               | 52               | 0.366            | 37.0             | 82               |
| 13               | o-Sacramento Kings       | 29               | 53               | 0.354            | 38.0             | 82               |
| 14               | o-Los Angeles Lakers     | 21               | 61               | 0.256            | 46.0             | 82               |
| 15               | o-Minnesota Timberwolves | 16               | 66               | 0.195            | 51.0             | 82               |

Notes
- x – Classificat pels playoffs
- i – Campió de Divisió
- z – Avantatge de camp en tots els playoffs
- c – Avantatge de camp dins de la Conferència
- o – No classificat pels playoffs

## Playoffs
Les eliminatòries es juguen al millor de 7 partits. L'equip que guanya la final es proclama campió de l'NBA.
|  | Primera Ronda | Primera Ronda        | Primera Ronda         |   |                        | Semifinals de Conferència | Semifinals de Conferència | Semifinals de Conferència |  |   | Finals de Conferència | Finals de Conferència | Finals de Conferència |  |    | Final NBA           | Final NBA | Final NBA |
|  |               |                      |                       |   |                        |                           |                           |                           |  |   |                       |                       |                       |  |    |                     |           |           |
|  | 1             | Atlanta Hawks        | 4                     |   |                        |                           |                           |                           |  |   |                       |                       |                       |  |    |                     |           |           |
|  | 8             | Brooklyn Nets        | 2                     |   |                        |                           |                           |                           |  |   |                       |                       |                       |  |    |                     |           |           |
|  | 8             | Brooklyn Nets        | 2                     |   | 1                      | Atlanta Hawks             | 4                         |                           |  |   |                       |                       |                       |  |    |                     |           |           |
|  |               |                      |                       |   | 1                      | Atlanta Hawks             | 4                         |                           |  |   |                       |                       |                       |  |    |                     |           |           |
|  |               | 5                    | Washington Wizards    | 2 |                        |                           |                           |                           |  |   |                       |                       |                       |  |    |                     |           |           |
|  | 4             | 5                    | Washington Wizards    | 2 | Toronto Raptors        | 0                         |                           |                           |  |   |                       |                       |                       |  |    |                     |           |           |
|  | 4             |                      |                       |   | Toronto Raptors        | 0                         |                           |                           |  |   |                       |                       |                       |  |    |                     |           |           |
|  | 5             | Washington Wizards   | 4                     |   |                        |                           |                           |                           |  |   |                       |                       |                       |  |    |                     |           |           |
|  | 5             | Washington Wizards   | 4                     |   |                        |                           |                           |                           |  | 1 | Atlanta Hawks         | 0                     |                       |  |    |                     |           |           |
|  |               |                      |                       |   |                        |                           |                           |                           |  | 1 | Atlanta Hawks         | 0                     |                       |  |    |                     |           |           |
|  |               | 2                    | Cleveland Cavaliers   | 4 |                        |                           |                           |                           |  |   |                       |                       |                       |  |    |                     |           |           |
|  | 2             | 2                    | Cleveland Cavaliers   | 4 | Cleveland Cavaliers    | 4                         |                           |                           |  |   |                       |                       |                       |  |    |                     |           |           |
|  | 2             |                      |                       |   | Cleveland Cavaliers    | 4                         |                           |                           |  |   |                       |                       |                       |  |    |                     |           |           |
|  | 7             | Boston Celtics       | 0                     |   |                        |                           |                           |                           |  |   |                       |                       |                       |  |    |                     |           |           |
|  | 7             | Boston Celtics       | 0                     |   | 2                      | Cleveland Cavaliers       | 4                         |                           |  |   |                       |                       |                       |  |    |                     |           |           |
|  |               |                      |                       |   | 2                      | Cleveland Cavaliers       | 4                         |                           |  |   |                       |                       |                       |  |    |                     |           |           |
|  |               | 3                    | Chicago Bulls         | 2 |                        |                           |                           |                           |  |   |                       |                       |                       |  |    |                     |           |           |
|  | 3             | 3                    | Chicago Bulls         | 2 | Chicago Bulls          | 4                         |                           |                           |  |   |                       |                       |                       |  |    |                     |           |           |
|  | 3             |                      |                       |   | Chicago Bulls          | 4                         |                           |                           |  |   |                       |                       |                       |  |    |                     |           |           |
|  | 6             | Milwaukee Bucks      | 2                     |   |                        |                           |                           |                           |  |   |                       |                       |                       |  |    |                     |           |           |
|  | 6             | Milwaukee Bucks      | 2                     |   |                        |                           |                           |                           |  |   |                       |                       |                       |  | E2 | Cleveland Cavaliers | 2         |           |
|  |               |                      |                       |   |                        |                           |                           |                           |  |   |                       |                       |                       |  | E2 | Cleveland Cavaliers | 2         |           |
|  |               | O1                   | Golden State Warriors | 4 |                        |                           |                           |                           |  |   |                       |                       |                       |  |    |                     |           |           |
|  | 1             | O1                   | Golden State Warriors | 4 | Golden State Warriors  | 4                         |                           |                           |  |   |                       |                       |                       |  |    |                     |           |           |
|  | 1             |                      |                       |   | Golden State Warriors  | 4                         |                           |                           |  |   |                       |                       |                       |  |    |                     |           |           |
|  | 8             | New Orleans Pelicans | 0                     |   |                        |                           |                           |                           |  |   |                       |                       |                       |  |    |                     |           |           |
|  | 8             | New Orleans Pelicans | 0                     |   | 1                      | Golden State Warriors     | 4                         |                           |  |   |                       |                       |                       |  |    |                     |           |           |
|  |               |                      |                       |   | 1                      | Golden State Warriors     | 4                         |                           |  |   |                       |                       |                       |  |    |                     |           |           |
|  |               | 5                    | Memphis Grizzlies     | 2 |                        |                           |                           |                           |  |   |                       |                       |                       |  |    |                     |           |           |
|  | 4             | 5                    | Memphis Grizzlies     | 2 | Portland Trail Blazers | 1                         |                           |                           |  |   |                       |                       |                       |  |    |                     |           |           |
|  | 4             |                      |                       |   | Portland Trail Blazers | 1                         |                           |                           |  |   |                       |                       |                       |  |    |                     |           |           |
|  | 5             | Memphis Grizzlies    | 4                     |   |                        |                           |                           |                           |  |   |                       |                       |                       |  |    |                     |           |           |
|  | 5             | Memphis Grizzlies    | 4                     |   |                        |                           |                           |                           |  | 1 | Golden State Warriors | 4                     |                       |  |    |                     |           |           |
|  |               |                      |                       |   |                        |                           |                           |                           |  | 1 | Golden State Warriors | 4                     |                       |  |    |                     |           |           |
|  |               | 2                    | Houston Rockets       | 1 |                        |                           |                           |                           |  |   |                       |                       |                       |  |    |                     |           |           |
|  | 2             | 2                    | Houston Rockets       | 1 | Houston Rockets        | 4                         |                           |                           |  |   |                       |                       |                       |  |    |                     |           |           |
|  | 2             |                      |                       |   | Houston Rockets        | 4                         |                           |                           |  |   |                       |                       |                       |  |    |                     |           |           |
|  | 7             | Dallas Mavericks     | 1                     |   |                        |                           |                           |                           |  |   |                       |                       |                       |  |    |                     |           |           |
|  | 7             | Dallas Mavericks     | 1                     |   | 2                      | Houston Rockets           | 4                         |                           |  |   |                       |                       |                       |  |    |                     |           |           |
|  |               |                      |                       |   | 2                      | Houston Rockets           | 4                         |                           |  |   |                       |                       |                       |  |    |                     |           |           |
|  |               | 3                    | Los Angeles Clippers  | 3 |                        |                           |                           |                           |  |   |                       |                       |                       |  |    |                     |           |           |
|  | 3             | 3                    | Los Angeles Clippers  | 3 | Los Angeles Clippers   | 4                         |                           |                           |  |   |                       |                       |                       |  |    |                     |           |           |
|  | 3             |                      |                       |   | Los Angeles Clippers   | 4                         |                           |                           |  |   |                       |                       |                       |  |    |                     |           |           |
|  | 6             | San Antonio Spurs    | 3                     |   |                        |                           |                           |                           |  |   |                       |                       |                       |  |    |                     |           |           |

## Estadístiques

### Líders individuals
Actualitzada: 17/4/2014
| Categoria               | Jugador          | Equip                  | Estadístiques |
| ----------------------- | ---------------- | ---------------------- | ------------- |
| Punts per partit        | Kevin Durant     | Oklahoma City Thunder  | 32.0          |
| Rebots per partit       | DeAndre Jordan   | Los Angeles Clippers   | 13.6          |
| Assistències per partit | Chris Paul       | Los Angeles Clippers   | 10.7          |
| Robatoris per partit    | Chris Paul       | Los Angeles Clippers   | 2.48          |
| Taps per partit         | Anthony Davis    | New Orleans Pelicans   | 2.82          |
| Pèrdues per partit      | Stephen Curry    | Golden State Warriors  | 3.8           |
| Minuts per partit       | Carmelo Anthony  | New York Knicks        | 38.7          |
| Valoració per partit    | Kevin Durant     | Oklahoma City Thunder  | 31.8          |
| % Tirs de camp          | DeAndre Jordan   | Los Angeles Clippers   | 67.6%         |
| % Tirs lliures          | Brian Roberts    | New Orleans Pelicans   | 94.0%         |
| % Tirs de 3             | Kyle Korver      | Atlanta Hawks          | 47.2%         |
| Doble-dobles            | Kevin Love       | Minnesota Timberwolves | 65            |
| Triple-dobles           | Lance Stephenson | Indiana Pacers         | 5             |

### Màxims de la temporada
| Categoria    | Jugador                 | Valor |
| ------------ | ----------------------- | ----- |
| Punts        | Carmelo Anthony         | 62    |
| Rebots       | Timofey Mozgov          | 29    |
| Assistències | Brandon Jennings        | 18    |
| Assistències | Rajon Rondo             | 18    |
| Robatoris    | Michael Carter-Williams | 9     |
| Triples      | Joe Johnson             | 10    |
| Triples      | C.J. Milers             | 10    |
| Triples      | Chandler Parsons        | 10    |
| Triples      | Terrence Ross           | 10    |
| Triples      | Trevor Ariza            | 10    |
| Triples      | J.R. Smith              | 10    |
| Taps         | DeAndre Jordan          | 9     |
| Taps         | Anthony Davis           | 9     |

### Equips líders
| Categoria                     | Equip                  | Estadístiques |
| ----------------------------- | ---------------------- | ------------- |
| Punts per joc                 | Los Angeles Clippers   | 107.93        |
| Rebots per joc                | Portland Trail Blazers | 46.44         |
| Assistències per joc          | San Antonio Spurs      | 25.17         |
| Robatoris per partit          | Philadelphia 76ers     | 9.33          |
| Bloquejos per joc             | New Orleans Pelicans   | 6.38          |
| Intents bloquejats per partit | Philadelphia 76ers     | 6.80          |
| Pilotes perdudes per partit   | Philadelphia 76ers     | 16.88         |
| Faltes per joc                | Denver Nuggets         | 23.05         |
| Faltes rebudes per partit     | Houston Rockets        | 24.4          |
| FG%                           | Miami Heat             | 50.1%         |
| FT%                           | Portland Trail Blazers | 81.46%        |
| 3FG%                          | San Antonio Spurs      | 39.73%        |
| +/-                           | San Antonio Spurs      | 7.72          |

## Estadístiques

### Líders individuals
| Categoria               | Jugador           | Equip                 | Estadístiques |
| ----------------------- | ----------------- | --------------------- | ------------- |
| Punts per partit        | Russell Westbrook | Oklahoma City Thunder | 28,1          |
| Rebots per partit       | DeAndre Jordan    | Los Angeles Clippers  | 15,0          |
| Assistències per partit | Chris Paul        | Los Angeles Clippers  | 10,2          |
| Robatoris per partit    | Kawhi Leonard     | San Antonio Spurs     | 2,3           |
| Taps per partit         | Anthony Davis     | New Orleans Pelicans  | 2,9           |
| Pèrdues per partit      | Russell Westbrook | Oklahoma City Thunder | 4,4           |
| Minuts per partit       | Jimmy Butler      | Chicago Bulls         | 38,7          |
| % Tirs de camp          | DeAndre Jordan    | Los Angeles Clippers  | 71,0%         |
| % Tirs de 3             | Kyle Korver       | Atlanta Hawks         | 49,2%         |
| % Tirs lliures          | Stephen Curri     | Golden State Warriors | 91,4%         |
| Valoració per partit    | Anthony Davis     | New Orleans Pelicans  | 30,3          |
| Doble-dobles            | Pau Gasol         | Chicago Bulls         | 54            |
| Triple-dobles           | Russell Westbrook | Oklahoma City Thunder | 11            |

### Màxims de la temporada en un partit
| Categoria    | Jugador          | Valor |
| ------------ | ---------------- | ----- |
| Punts        | Kyrie Irving     | 57    |
| Rebots       | DeAndre Jordan   | 27    |
| Rebots       | Andre Drummond   | 27    |
| Assistències | Brandon Jennings | 21    |
| Robatoris    | Mario Chalmers   | 8     |
| Taps         | Hassan Whiteside | 12    |
| Triples      | Klay Thompson    | 11    |
| Triples      | Kyrie Irving     | 11    |

### Equips líders
| Categoria                   | Equip                  | Estadístiques |
| --------------------------- | ---------------------- | ------------- |
| Punts per partit            | Golden State Warriors  | 110,0         |
| Rebots per partit           | Oklahoma City Thunder  | 47,5          |
| Assistències per partit     | Golden State Warriors  | 27,4          |
| Robatoris per partit        | Milwaukee Bucks        | 9,6           |
| Taps per partit             | New Orleans Pelicans   | 6,2           |
| Intents taponats per partit | Sacramento Kings       | 6,2           |
| Pilotes perdudes per partit | Philadelphia 76ers     | 17,7          |
| Faltes per partit           | Denver Nuggets         | 23,0          |
| Faltes rebudes per partit   | Sacramento Kings       | 23,9          |
| % Tirs de camp              | Golden State Warriors  | 47,8%         |
| % Tirs de 3                 | Golden State Warriors  | 39,8%         |
| % Tirs lliures              | Portland Trail Blazers | 80,1%         |
| +/-                         | Golden State Warriors  | 10,1          |

## Premis

### Reconeixements individuals
- MVP de la Temporada
  -  Stephen Curry, Golden State Warriors[3]
- MVP de les Finals de l'NBA
  -  Andre Iguodala, Golden State Warriors
- Rookie de l'Any
  -  Andrew Wiggins, Minnesota Timberwolves[4]
- Millor Defensor
  -  Kawhi Leonard, San Antonio Spurs[5]
- Millor Sisè Home
  -  Louis Williams, Toronto Raptors[6]
- Jugador Més Millorat
  -  Jimmy Butler, Chicago Bulls[7]
- Jugador Més Esportiu
  -  Kyle Korver, Atlanta Hawks[8]
- Premi Millor Ciutadà J. Walter Kennedy
  -  Joakim Noah, Chicago Bulls[9]
- Company de l'Any
  -  Tim Duncan, San Antonio Spurs[10]
- Entrenador de l'any
  -  Mike Budenholzer, Atlanta Hawks[11]
- Executiu de l'Any
  -  Bob Myers, Golden State Warriors[12]

| - Millor quintet: - AP Anthony Davis, New Orleans Pelicans - A Lebron James, Cleveland Cavaliers - P Marc Gasol, Memphis Grizzlies - I James Harden, Houston Rockets - B Stephen Curry, Golden State Warriors | - 2n Millor quintet: - AP LaMarcus Aldridge, Portland Trail Blazers - P DeMarcus Cousins, Sacramento Kings - P Pau Gasol, Chicago Bulls - B Russell Westbrook, Oklahoma City Thunder - B Chris Paul, Los Angeles Clippers | - 3r Millor quintet: - AP Blake Griffin, Los Angeles Clippers - AP Tim Duncan, San Antonio Spurs - P DeAndre Jordan, Los Angeles Clippers - I Klay Thompson, Golden State Warriors - B Kyrie Irving, Cleveland Cavaliers |

| - Millor quintet defensiu: - A Kawhi Leonard, San Antonio Spurs - A Draymond Green, Golden State Warriors - P DeAndre Jordan, Los Angeles Clippers - I Anthony Allen, Memphis Grizzlies - B Chris Paul, Los Angeles Clippers | - 2n Millor quintet defensiu: - AP Anthony Davis, New Orleans Pelicans - AP Tim Duncan, San Antonio Spurs - P Andrew Bogut, Golden State Warriors - I Jimmy Butler, Chicago Bulls - B John Wall, Washington Wizards |

| - Millor quintet de rookies: - A Andrew Wiggins, Minnesota Timberwolves - A Nikola Mirotić, Chicago Bulls - P Nerlens Noel, Philadelphia 76ers - B Elfrid Payton, Orlando Magic - B Jordan Clarkson, Los Angeles Lakers | - 2n Millor quintet de rookies: - B Marcus Smart, Boston Celtics - B Zach LaVine, Minnesota Timberwolves - I Langston Galloway, New York Knicks - A Bojan Bogdanovic, Brooklyn Nets - P Jusuf Nurkic, Denver Nuggets |

### Jugadors de la setmana
| Setmana                       | Conferència Est                           | Conferència Oest                                 | Ref.   |
| ----------------------------- | ----------------------------------------- | ------------------------------------------------ | ------ |
| 28 d'octubre al 2 de novembre | Chris Bosh (Miami Heat) (1/1)             | Klay Thompson (Golden State Warriors) (1/3)      | [ 15 ] |
| 3 al 9 de novembre            | Deron Williams (Brooklyn Nets) (1/1)      | Stephen Curry (Golden State Warriors) (1/1)      | [ 16 ] |
| 10 al 16 de novembre          | LeBron James (Cleveland Cavaliers) (1/3)  | Damian Lillard (Portland Trail Blazers) (1/1)    | [ 17 ] |
| 17 al 23 de novembre          | Louis Williams (Toronto Raptors) (1/1)    | DeMarcus Cousins (Sacramento Kings) (1/1)        | [ 18 ] |
| 24 al 30 de novembre          | LeBron James (Cleveland Cavaliers) (2/3)  | Blake Griffin (Los Angeles Clippers) (1/1)       | [ 19 ] |
| 1 al 7 de desembre            | Kyle Lowry (Toronto Raptors) (1/1)        | LaMarcus Aldridge (Portland Trail Blazers) (1/2) | [ 20 ] |
| 8 al 14 de desembre           | John Wall (Washington Wizards) (1/1)      | James Harden (Houston Rockets) (1/3)             | [ 21 ] |
| 15 al 21 de desembre          | A el Horford (Atlanta Hawks) (1/2)        | LaMarcus Aldridge (Portland Trail Blazers) (2/2) | [ 22 ] |
| 22 al 28 de desembre          | Jimmy Butler (Chicago Bulls) (1/1)        | James Harden (Houston Rockets) (2/3)             | [ 23 ] |
| 29 de desembre al 4 de gener  | Jeff Teague (Atlanta Hawks) (1/1)         | Kevin Durant (Oklahoma City Thunder) (1/1)       | [ 24 ] |
| 5 a l'11 de gener             | Kemba Walker (Charlotte Hornets) (1/1)    | Klay Thompson (Golden State Warriors) (2/3)      | [ 25 ] |
| 12 al 18 de gener             | A el Horford (Atlanta Hawks) (2/2)        | Mo Williams (Minnesota Timberwolves) (1/2)       | [ 26 ] |
| 13 al 25 de gener             | LeBron James (Cleveland Cavaliers) (3/3)  | Klay Thompson (Golden State Warriors) (3/3)      | [ 27 ] |
| 26 de gener a l'1 de febrer   | Kyrie Irving (Cleveland Cavaliers) (1/2)  | Zach Randolph (Memphis Grizzlies) (1/1)          | [ 28 ] |
| 2 al 8 de febrer              | Iannis Adetokunbo (Milwaukee Bucks) (1/1) | Russell Westbrook (Oklahoma City Thunder) (1/2)  | [ 29 ] |
| 23 de febrer a l'1 de març    | Isaiah Thomas (Boston Celtics) (1/2)      | Damian Lillard (Portland Trail Blazers) (2/2)    | [ 30 ] |
| 2 al 8 de març                | Mo Williams (Charlotte Hornets) (2/2)     | Russell Westbrook (Oklahoma City Thunder) (2/2)  | [ 31 ] |
| 9 al 15 de març               | Kyrie Irving (Cleveland Cavaliers) (2/2)  | Anthony Davis (New Orleans Pelicans) (1/1)       | [ 32 ] |
| 16 al 22 de març              | Dwyane Wade (Miami Heat) (1/1)            | Chris Paul (Los Angeles Clippers) (1/1)          | [ 33 ] |
| 23 al 29 de març              | Brook Lopez (Brooklyn Nets) (1/2)         | Stephen Curry (Golden State Warriors) (2/2)      | [ 34 ] |
| 30 de març al 5 d'abril       | Brook Lopez (Brooklyn Nets) (2/2)         | James Harden (Houston Rockets) (3/3)             | [ 35 ] |
| 6 al 12 d'abril               | Isaiah Thomas (Boston Celtics) (2/2)      | Tim Duncan (San Antonio Spurs) (1/1)             | [ 36 ] |

### Jugadors del mes
| Mes              | Conferencia Est | Conferencia Oest                                | Ref.   |
| ---------------- | --- | ----------------------------------------------- | ------ |
| Octubre-Novembre | Jimmy Butler (Chicago Bulls) (1/1) | Stephen Curry (Golden State Warriors) (1/1)     | [ 37 ] |
| Desembre         | Kyle Lowry (Toronto Raptors) (1/1) | James Harden (Houston Rockets) (1/2)            | [ 38 ] |
| Gener            | Quintet titular dels Atlanta Hawks. El quintet titular dels Hawks que va ser premiat estava format per DeMarre Carroll, Al Horford, Kyle Korver, Paul Millsap i Jeff Teague. (1/1) | James Harden (Houston Rockets) (2/2)            | [ 39 ] |
| Febrer           | LeBron James (Cleveland Cavaliers) (1/2) | Russell Westbrook (Oklahoma City Thunder) (1/3) | [ 40 ] |
| Març             | LeBron James (Cleveland Cavaliers) (2/2) | Russell Westbrook (Oklahoma City Thunder) (2/3) | [ 41 ] |
| Abril            | DeMar DeRozan (Toronto Raptors) (1/1) | Russell Westbrook (Oklahoma City Thunder) (3/3) | [ 42 ] |

### Entrenadors del mes
| Mes              | Conferència Est                         | Conferència Oest                            | Ref.   |
| ---------------- | --------------------------------------- | ------------------------------------------- | ------ |
| Octubre-Novembre | Dwane Casey (Toronto Raptors) (1/1)     | Dave Joerger (Memphis Grizzlies) (1/1)      | [ 43 ] |
| Desembre         | Mike Budenholzer (Atlanta Hawks) (1/2)  | Terry Stotts (Portland Trail Blazers) (1/1) | [ 44 ] |
| Gener            | Mike Budenholzer (Atlanta Hawks) (2/2)  | Steve Kerr (Golden State Warriors) (1/2)    | [ 45 ] |
| Febrer           | Frank Vogel (Indiana Pacers) (1/1)      | Scott Brooks (Oklahoma City Thunder) (1/1)  | [ 46 ] |
| Març             | David Blatt (Cleveland Cavaliers) (1/1) | Steve Kerr (Golden State Warriors) (2/2)    | [ 47 ] |
| Abril            | Brad Stevens (Boston Celtics) (1/1)     | Doc Rivers (Los Angeles Clippers) (1/1)     | [ 48 ] |